# Famke Janssenová
Famke Beumerová Janssenová (výslovnost nizozemsky: [fɑmkə bømər jɑnsən]IPA; anglicky: [ˈfɑːmkə ˈdʒænsən]IPA; * 5. listopadu 1964 Amstelveen) je nizozemská herečka a bývalá modelka známá postavou Bond girl Xenie Onatoppové v bondovce Zlaté oko z roku 1995 s Piercem Brosnanem v roli Agenta 007. Ztvárnila také původní doktorku Jean Greyovou v sérii X-Men.
Působí jako vyslankyně dobré vůle při Úřadu OSN pro drogy a kriminalitu v programu občanské bezúhonnosti.

## Osobní život
Narodila se v nizozemském Amstelveenu. Křestní jméno Famke znamená v západofríštině, původním jazyce nizozemské provincie Frísko, „holčička“. Vyjma rodné nizozemštiny hovoří anglicky a francouzsky. Má dvě sestry, režisérku Antoinette Beumerovou a herečku Marjolein Beumerovou.
Předtím než se přestěhovala do Spojených států studovala dva semestry ekonomii na Amsterdamské univerzitě. Do USA přijela v roce 1984 za prací modelky. Stala se členkou Elite Model Management a měla kontrakty s Yves Saint-Laurentem, Chanel či Victoria's Secret. V době modelingu disponovala mírami 92-61-92, velikostí oblečení 36. Měří 180 cm a byla srovnávána s filmovou hvězdou 40. let Heddy Lamarrovou. Na počátku 90. let modeling opustila a začala studovat kreativní psaní a literaturu na Kolumbijské univerzitě. Zajímala se také o herectví, což vyústilo v přestěhování do Los Angeles, kde nastartovala profesionální kariéru.
První drobné role získala v televizních seriálech. Objevila se v díle „Ideální partnerka“ sci-fi seriálu Star Trek: Nová generace jako empatická metamorfní Kamala. Ve filmu debutovala v roce 1992 dramatem Vraždy na pobřeží, které režíroval Jeff Goldblum.
Žije v newyorském West Village. V letech 1995–2000 byla vdaná za spisovatele a režiséra Toda Culpana Williamse, syna architekta Toda Williamse.

## Ocenění
Za roli Jeany Greyové ve filmu X-Men: Poslední vzdor (2006) získala Cenu Saturn pro nejlepší herečku ve vedlejší roli.

## Herecká filmografie

### Film

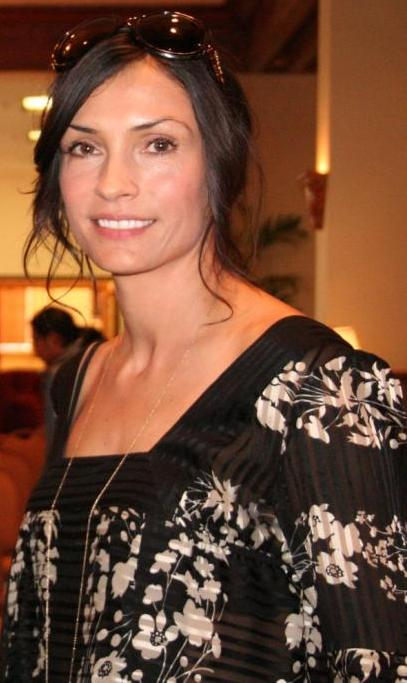
Janssenová v říjnu 2008.

| Rok  | Název                               | Role                        | Poznámky |
| ---- | ----------------------------------- | --------------------------- | -------- |
| 1992 | Vraždy na pobřeží                   | Kyle Christian              |          |
| 1994 | Relentless IV: Vykoupení            | Dr. Sara Lee Jaffee         |          |
| 1995 | Zlaté oko                           | Xenia Onatoppová            |          |
| 1995 | Pán kouzel                          | Dorothea Swann              |          |
| 1996 | Dead Girl                           | Treasure                    |          |
| 1997 | Pilní zloději                       | Rachel Montana              |          |
| 1998 | Monument Ave.                       | Katy O'Connor               |          |
| 1998 | Perníkový dědek                     | Leeanne Magruder            |          |
| 1998 | Chobotnice                          | Trillian St. James          |          |
| 1998 | Na plný plyn                        | Claudia Haggs               |          |
| 1998 | Hráči                               | Petra                       |          |
| 1998 | Celebrity                           | Bonnie                      |          |
| 1998 | The Adventures of Sebastian Cole    | Fiona                       |          |
| 1998 | Fakulta                             | slečna Elizabeth Burke      |          |
| 1999 | Dům na Haunted Hill                 | Evelyn Stockard-Price       |          |
| 2000 | Láska a sex                         | Kate Welles                 |          |
| 2000 | Nikomu nevěř                        | Lily Garfield               |          |
| 2000 | X-Men                               | Jean Grey                   |          |
| 2001 | Ranaři                              | Jessica                     |          |
| 2001 | Neříkej ani slovo                   | Aggie Conrad                |          |
| 2002 | Jsem agent                          | spec. agentka Rachel Wright |          |
| 2003 | X-Men 2                             | Jean Grey                   |          |
| 2004 | Samá chvála                         | Judy Arnolds                |          |
| 2005 | Hra na schovávanou                  | Dr. Katherine Carson        |          |
| 2006 | X-Men: Poslední vzdor               | Jean Grey/Phoenix           |          |
| 2006 | Cvokař                              | Allegra Marshall            |          |
| 2007 | Desatero                            | Gretchen Reigert            |          |
| 2007 | Proti proudu                        | Kailey Sullivan             |          |
| 2008 | Bláznovství                         | Kristen Squires             |          |
| 2008 | 96 hodin                            | Lenore (Lenny)              |          |
| 2008 | 30 a půl metru                      | Marnie Watson               |          |
| 2010 | Chameleon                           | Jennifer Johnson            |          |
| 2011 | The Last Kiddie Ride                | Mary Reed                   |          |
| 2012 | Chameleon                           | Jennifer Johnson            |          |
| 2013 | Jeníček a Mařenka: Lovci čarodějnic | Muriel                      |          |
| 2013 | Wolverine                           | Jean Grey                   |          |
| 2013 | The Being Experience                |                             |          |
| 2014 | Muži v ringu                        | Diane Schuler               |          |
| 2014 | Unity                               | Vypravěčka (hlas)           |          |
| 2014 | X-Men: Budoucí minulost             | Jean Grey                   |          |
| 2015 | 96 hodin: Zúčtování                 | Lenny Mills                 |          |
| 2015 | Jack of the Red Hearts              | Kay Adams                   |          |
| 2017 | The Show                            | Ilana Katz                  |          |
| 2017 | Dárek od srdce                      | Vanessa                     |          |
| 2017 | Rodinná loupež                      |                             |          |
| 2017 | Tenkrát v Kalifornii                | Katey Ford                  |          |
| 2018 | Status Update                       | Katherine Alden             |          |
| 2018 | All I Wish                          | Vanessa                     |          |
| 2018 | Asher                               | Sophie                      |          |
| 2018 | Bayou Caviar                        | Nic                         |          |
| 2019 | Instinkt lovce                      | Dr. Ellen Taylor            |          |
| 2019 | Ztracená minulost                   | Jayne Hunt                  |          |
| 2020 | Láska navždy                        | Lee Douglas                 |          |
| 2020 | Pozdravy od vraha                   | Valerie Kanon               |          |
| 2021 | Velká španělská loupež              | Margaret                    |          |
| 2021 | Nebezpečený                         | agentka Shaughessy          |          |
| 2022 | Redeeming Love                      | hraběnka                    |          |
| 2023 | Boy Kills World                     | Hilda Van Der Koy           |          |
| 2023 | Door Mouse                          | Mama                        |          |

### Televize
| Rok       | Název                        | Role                      | Poznámky                |
| --------- | ---------------------------- | ------------------------- | ----------------------- |
| 1992      | Star Trek: Nová generace     | Kamala                    | díl: „The Perfect Mate“ |
| 1994      | The Untouchables             | Cleo                      | díl: „Voyeru“           |
| 1994      | Melrose Place                | Diane Adamson             | díl: „Michael's Game“   |
| 1994      | Model by Day                 | Lex/Lady X                | TV film                 |
| 2000      | Ally McBealová               | Jamie                     | 2 díly                  |
| 2004–2010 | Plastická chirurgie s. r. o. | Ava Moore                 | 11 dílů                 |
| 2007      | Alibi                        | Christie Winters          | TV film                 |
| 2008      | Puppy Love                   | Maya                      | díl: „Puppy Love“       |
| 2009      | The Farm                     | Valentina Galindo         | TV film                 |
| 2013–2015 | Hemlock Grove                | Olivia Godfrey            | hlavní role, 33 dílů    |
| 2015      | SuperMansion                 | Frau Mantis (hlas)        | 2 díly                  |
| 2015–2020 | Vražedná práva               | Eve Rothlow               | vedlejší role, 9 dílů   |
| 2016      | Robot Chicken                | Jean Grey / Madame Foster | díl: „Joel Hurwitz“     |
| 2016–2018 | Černá listina                | Susan Hargrave            | 4 díly                  |
| 2017      | Černá listina: Vykoupení     | Susan Hargrave            | 8 dílů                  |
| 2019      | Když nás vidí                | Nancy Ryan                | mini-série, 2 díly      |
| 2019      | The Capture                  | Jessica Mallory           | díl: „Correction“       |
| 2022      | Long Slow Exhale             | Melinda Barrington        | vedlejší role           |